# Santillana (Fußballspieler)
Santillana, bürgerlich Carlos Alonso González (* 23. August 1952 in Santillana del Mar), ist ein ehemaliger spanischer Fußballspieler, der zumeist die Position des Stürmers bekleidete. Trotz seiner verhältnismäßig geringen Körpergröße war er für seine Kopfballstärke berühmt.

## Laufbahn

### Verein
Santillana begann seine Laufbahn in der Jugend von Barreda Balompié. Im Jahr 1970 wechselte er zum bedeutendsten Verein seiner Region, Racing Santander, wo er eine Saison in der Segunda División verbrachte. Im Sommer 1971 gab Real Madrid die Verpflichtung des damals 19-jährigen Talents bekannt. Bei den Hauptstädtern wurde er schnell zu einer festen Größe im Sturm und gewann während seiner 17 Jahre bei den Königlichen neunmal die Meisterschaft, viermal den Pokal sowie zweimal den UEFA-Pokal. Mit 186 Toren ist er hinter Raúl, Alfredo Di Stéfano, Karim Benzema und Cristiano Ronaldo der fünftbeste Ligatorschütze in der Geschichte von Real Madrid.

### Nationalmannschaft
Santillana absolvierte 56 Spiele für die spanische Nationalmannschaft und erzielte dabei 15 Tore. Er war Teil des Aufgebots bei den Weltmeisterschaften 1978 und 1982 sowie bei den Europameisterschaftsendrunden 1980 und 1984, wo er mit seiner Mannschaft erst im Finale gegen Gastgeber Frankreich unterlag.

## Erfolge
- UEFA-Pokal (2): 1984/85, 1985/86
- Spanischer Meister (9): 1971/72, 1974/75, 1975/76, 1977/78, 1978/79, 1979/80, 1985/86, 1986/87, 1987/88
- Spanischer Pokal (4): 1973/74, 1974/75, 1979/80, 1981/82
- Ligapokal (1): 1984/85

## Bemerkenswertes
Im Jahr 1972 drohte Santillana kurzfristig das Karriereende, weil er angeblich nur eine Niere hatte. Aus diesem Grund wollte Madrid den deutschen Stürmer Hans Walitza vom VfL Bochum verpflichten. Kurz vor Vertragsunterzeichnung wurde durch die Ärzte von Real doch eine zweite Niere bei Santillana vorgefunden. Die Verpflichtung von Walitza entfiel daher.